# Physoconops argentinus
Physoconops argentinus är en tvåvingeart som beskrevs av Camras 2004. Physoconops argentinus ingår i släktet Physoconops och familjen stekelflugor. Inga underarter finns listade i Catalogue of Life.